# Research and Analysis Wing
O Research and Analysis Wing (R&AW ou RAW) é o serviço de inteligência externo da Índia. Depois da guerra indo-paquistanesa de 1965, sentiu-se a necessidade da criação de um órgão separado de inteligência, e logo o Research and Analysis Wing foi criado a partir do Intelligence Bureau, que lidava tanto com o serviço de inteligência interna quanto externa. Seu quartel-general está localizado em Lodhi Road, em Nova Délhi. O actual dirigente da organização é Ashok Chaturvedi, agente da polícia indiana formado na turma de 1970 e que posteriormente juntou-se ao Research and Analysis Service (RAS).

## Funções do RAW
- Coleta de informações: o RAW obtém informações vitais para os interesses estratégicos indianos, através de meios secretos ou não.
- Classificação de informações: dados são analisados, classificados como apropriados e regist(r)ados com o auxílio da rede de computadores instalada num edifício a prova de bomba em Lodhi Road, Nova Délhi.
- Inteligência agressiva: a missão primária do RAW inclui inteligência agressiva, que é composta por espionagem, guerra psicológica, subversão, sabotagem e promoção de insurgência em território inimigo.
- Contra-inteligência: o RAW tem uma seção dedicada a espionar os serviços de inteligência inimigos. Com a multiplicidade de órgãos de inteligência inimigos ao seu redor, esta é a segunda função mais importante do RAW. Todavia, devido a incapacidade do RAW em conter deserções em altos escalões, grande parte das operações de contra-inteligência tem sido conduzidas pelo IB[3].